# Guérman Leóntiovitx Jukovski
Guérman Leóntiovitx Jukovski   (Radivíliv, 13 de novembre de 1913 - Kíiv, 15 de març de 1976), ucraïnès: Ге́рман Лео́нтійович Жуко́вський, fou un compositor soviètic ucraïnès. Artista del poble de l'RSS d'Ucraïna (1973) guanyador del Premi Stalin de segon grau (1950).

## Biografia
Guerman Jukovski va néixer a Radzivilov (ara Radivilov, regió de Rivne d'Ucraïna). El 1937 es va graduar al Conservatori de Kíev en piano amb K. N. Mikhailov i en composició amb L. N. Revutski. Va participar en la Gran Guerra Patriòtica. Va caure en captivitat nazi, de la qual va escapar.
El 1951-1958 va ensenyar polifonia al departament de composició del Conservatori Estatal P. I. Txaikovski.
El 28 de febrer de 1979, sobre la base d'un decret del Consell de Ministres de l'RSS d'Ucraïna, l'escola de música infantil núm. 6 de Kíev (ara l'escola d'art infantil núm. 6) va rebre el nom de G. L. Jukovski.
Va morir el 1976 als 63 anys a Kíev.

## Honors i premis
- Ordre de l'Estrella Roja (15 de maig de 1945)
- Premi Stalin de segon grau (1950) - per la cantata "Glòria a la meva pàtria"! (1949)
- Artista honorat de l'RSS d'Ucraïna (1958)
- Orde de Lenin (24/11/1960)
- Artista popular de l'RSS d'Ucraïna (1973)
- Medalles